# Hendra Setiawan
Hendra Setiawan (* 25. August 1984 in Pemalang, Jawa Tengah) ist ein Badmintonspieler aus Indonesien. Seine ältere Schwester Silvia Anggraini, auch im Badminton aktiv, ist mit dem Badmintonspieler Hendrawan verheiratet.

## Karriere
2005 gewann er zusammen mit Markis Kido die Badminton-Asienmeisterschaft und die Indonesia Open. Sie gewannen im Jahre 2006 auch den Jakarta Satellite, die Hong Kong Open und die China Open, nachdem sie Cai Yun und Fu Haifeng mit 21:16 und 21:16 im Finale besiegt hatten.
Bei den Weltmeisterschaften 2007 in Kuala Lumpur drangen sie bis ins Finale vor und besiegten dort Jung Jae-sung und Lee Yong-dae aus Südkorea mit 21:19 und 21:19.
Sie gewannen 2007 auch die China Open Super Series, nachdem sie Guo Zhendong und Xie Zhongbo mit 21:12 und 21:19 aus China besiegt hatten. Im Juli 2007 wurden sie bei den China Masters erst von der chinesischen Weltnummer-1-Paarung Cai Yun and Fu Haifeng im Finale mit 15:21 und 16:21 besiegt.
Im letzten Turnier des Jahres 2007 siegten sie im Finale bei den Hong Kong Super Series gegen Candra Wijaya und Tony Gunawan mit 21:12, 18:21, 21:13.
2008 gewannen sie die Malaysia Super Series. Am 16. August gewannen beide zusammen das Herrendoppelfinale des olympischen Badmintonturnier 2008 in Peking gegen die chinesische Paarung Cai Yun und Fu Haifeng.
2013 und 2015 holte Setiawan erneut den Titel bei der Weltmeisterschaft im Herrendoppel, gemeinsam mit seinem neuen Partner Mohammad Ahsan, mit dem er seit 2013 zusammen spielt.

## Erfolge
| Saison | Veranstaltung                  | Disziplin    | Platz | Name                             |
| ------ | ------------------------------ | ------------ | ----- | -------------------------------- |
| 2005   | Indonesia Open                 | Herrendoppel | 1     | Hendra Setiawan / Markis Kido    |
| 2005   | Asienmeisterschaft             | Herrendoppel | 1     | Hendra Setiawan / Markis Kido    |
| 2006   | Thomas Cup                     | Team         | 3     | Indonesien                       |
| 2006   | Hong Kong Open                 | Herrendoppel | 1     | Hendra Setiawan / Markis Kido    |
| 2006   | China Open                     | Herrendoppel | 1     | Hendra Setiawan / Markis Kido    |
| 2007   | Sudirman Cup                   | Team         | 2     | Indonesien                       |
| 2007   | China Masters                  | Herrendoppel | 2     | Hendra Setiawan / Markis Kido    |
| 2007   | Weltmeisterschaft              | Herrendoppel | 1     | Hendra Setiawan / Markis Kido    |
| 2008   | Malaysia Open                  | Herrendoppel | 1     | Hendra Setiawan / Markis Kido    |
| 2008   | Olympia                        | Herrendoppel | 1     | Hendra Setiawan / Markis Kido    |
| 2008   | Thomas Cup                     | Team         | 3     | Indonesien                       |
| 2010   | Thomas Cup                     | Team         | 2     | Indonesien                       |
| 2012   | Australian Open                | Herrendoppel | 1     | Hendra Setiawan / Markis Kido    |
| 2013   | Indonesia Super Series Premier | Herrendoppel | 1     | Hendra Setiawan / Mohammad Ahsan |
| 2013   | Singapur Open Super Series     | Herrendoppel | 1     | Hendra Setiawan / Mohammad Ahsan |
| 2013   | Weltmeisterschaft              | Herrendoppel | 1     | Hendra Setiawan / Mohammad Ahsan |
| 2015   | Weltmeisterschaft              | Herrendoppel | 1     | Hendra Setiawan / Mohammad Ahsan |